# استفانی اسکیلتون
استفانی اسکیلتون (انگلیسی: Stephanie Skilton؛ زادهٔ ۲۷ اکتبر ۱۹۹۴) بازیکن فوتبال اهل نیوزیلند است.
از باشگاه‌هایی که در آن بازی کرده‌است می‌توان به اشاره کرد.
وی همچنین در تیم‌های ملی فوتبال New Zealand women's national under-17 football team, New Zealand women's national under-20 football team، و زنان نیوزیلند بازی کرده‌است.